# Municipio de Whiteoak
El municipio de Whiteoak (en inglés: Whiteoak Township) es un municipio ubicado en el condado de Highland en el estado estadounidense de Ohio. En el año 2010 tenía una población de 1371 habitantes y una densidad poblacional de 17,47 personas por km².

## Geografía
El municipio de Whiteoak se encuentra ubicado en las coordenadas 39°3′54″N 83°44′58″O / 39.06500, -83.74944. Según la Oficina del Censo de los Estados Unidos, el municipio tiene una superficie total de 78.47 km², de la cual 78,46 km² corresponden a tierra firme y (0,02 %) 0,02 km² es agua.

## Demografía
Según el censo de 2010, había 1371 personas residiendo en el municipio de Whiteoak. La densidad de población era de 17,47 hab./km². De los 1371 habitantes, el municipio de Whiteoak estaba compuesto por el 98,69 % blancos, el 0,07 % eran afroamericanos y el 1,24 % eran de una mezcla de razas. Del total de la población el 0,73 % eran hispanos o latinos de cualquier raza.